# Marcelo Pugliese
Pour les articles homonymes, voir Pugliese.
Marcelo Adrián Pugliese (né le 2 septembre 1968 à Buenos Aires) est un athlète argentin, spécialiste du lancer de disque.
Son meilleur lancer est de 64,23 m, obtenu en avril 2002 à Mar del Plata.
Il est champion d'Amérique du Sud à trois reprises, en 1999, 2001 et 2003. Il participe à trois Jeux olympiques consécutifs.
En mars 2007 il est contrôlé positif au stanozolol et il est suspendu pour deux ans, jusqu'en juillet 2008.